# Brett Morgen
Pour les articles homonymes, voir Morgen.
Brett Morgen, né le 11 octobre 1968 à Los Angeles (Californie), aux États-Unis, est un documentariste, producteur et scénariste américain.

## Biographie
Formation : Université de New York

## Filmographie partielle

### Comme réalisateur
- 1996 : Ollie's Army
- 1997 : On Tour (série TV)
- 1999 : On the Ropes
- 2000 : The Investigators (série TV)
- 2001 : Say It Loud: A Celebration of Black Music in America (série TV)
- 2002 : The Kid Stays in the Picture
- 2003 : The Sweet Science (TV)
- 2007 : Chicago 10
- 2008 : Independent Lens (série TV)
- 2010 : Truth in Motion: The US Ski Team's Road to Vancouver (TV)
- 2009 : 30 for 30 (série télévisée, 1 épisode)
- 2012 : Crossfire Hurricane
- 2015 : Kurt Cobain: Montage of Heck
- 2022 : Moonage Daydream
- En préproduction : When the Street Lights Go On

## Récompenses et distinctions
- Directors Guild of America Awards